# Relazione binaria
In matematica, una relazione binaria definita di un insieme, anche detta relazione o corrispondenza tra due oggetti, è un elenco di coppie ordinate di elementi appartenenti all'insieme. In modo equivalente, una relazione binaria è un sottoinsieme del prodotto cartesiano di un insieme con se stesso.

## Definizione
Dati due insiemi {\displaystyle A} e {\displaystyle B}, il loro prodotto cartesiano è l'insieme delle coppie ordinate definito nel modo seguente:
{\displaystyle A\times B:=\{(a,b):a\in A\;\mathrm {e} \;b\in B\}\ }
Si definisce relazione binaria {\displaystyle R} tra due insiemi non vuoti {\displaystyle A} e {\displaystyle B} un sottoinsieme di {\displaystyle A\times B}. Due elementi {\displaystyle x} e {\displaystyle y} sono messi in relazione da {\displaystyle R} se:
{\displaystyle (x,y)\in R\ }
ed in tal caso si scrive {\displaystyle xRy}.
Per le relazioni binarie è molto comune usare notazioni infisse della forma {\displaystyle \,xRy} per esprimere il fatto che la coppia {\displaystyle \langle x,y\rangle } appartiene ad {\displaystyle R}, cioè per individuare singoli. Tipicamente per indicare che il numero reale x è minore del numero reale y è usuale scrivere {\displaystyle x<y}, mentre per ricondursi strettamente alla definizione generale si dovrebbe scrivere {\displaystyle \langle x,y\rangle \in <}.

## Tipologia
La nozione di relazione è estremamente generale e da certi punti di vista, assai generica. La sua precisazione comunque ha contribuito in modo decisivo a porre ordine in moltissimi risultati della matematica e delle sue applicazioni che erano stati ottenuti in studi specifici e venivano proposte mediante enunciazioni anche molto scoordinate.
La generalità della nozione implica che nella matematica e in tutti i settori applicativi che si servono di modelli matematici si incontrano moltissime relazioni. Come è prevedibile, le svariate relazioni presentano caratteristiche anche molto diverse ed è opportuno classificarle con cura.
Le relazioni si distinguono sia per la natura dei prodotti cartesiani nei quali si collocano, sia per le loro caratteristiche come insiemi di coppie.
Secondo il primo punto di vista si distinguono, in particolare, 
- le relazioni fra insiemi finiti (come quelle riguardanti gradi di parentela in un ambito familiare);
- le relazioni fra insiemi numerabili (come la relazione di divisibilità fra interi positivi);
- le relazioni fra insiemi continui (come le relazioni fra numeri reali, ad es. curve piane come le spirali, le funzioni di variabile reale o complessa e le superfici nello spazio tridimensionalele).

Va osservato che le relazioni binarie finite equivalgono ai digrafi, cioè ai grafi orientati.
Dal punto di vista delle caratteristiche degli insiemi di coppie si distinguono i seguenti tipi di relazione:
- relazione riflessiva
- relazione antiriflessiva
- relazione simmetrica
- relazione antisimmetrica
- relazione di preordine
- relazione transitiva
- relazione di equivalenza
- relazione d'ordine
- relazione tricotomica
- funzione (matematica)

Alcune possono implicarne altre: ad esempio la relazione d'ordine implica la riflessiva, la antisimmetrica e la transitiva
Queste proprietà sono in genere riferite alle relazioni di un insieme in sé.